# Censo de Quintanilla
El censo de Quintanilla o censo de 1482, según la fecha que le asignó Tomás González al dar la primera noticia de él en 1829, sería el primer censo de población español del que se tiene constancia y habría sido realizado con fines militares por Alonso de Quintanilla, contador mayor de cuentas de los Reyes Católicos. En realidad dicho censo no ha sido visto por nadie y todo cuanto de él se sabe es lo que consta en un documento de cuatro folios conservado en el Archivo de Simancas, el llamado Apuntamiento de Quintanilla, escrito de su puño y letra y sin fecha, pero probablemente redactado en 1493, tras la toma de Granada.
En este documento, con recomendaciones acerca de las necesidades de armamento y su aprovisionamiento por las ciudades de cara a la formación de un ejército permanente, Quintanilla decía haber hecho él mismo un recuento de la población de Castilla, León, Toledo, Murcia y Andalucía excepto Granada, con objeto de conocer el armamento disponible en el reino. Según esos cálculos, ofrecidos de forma global, el contador de los Reyes Católicos afirmaba: «paréceme que puede que aya en ellos [los reinos de la Corona de Castilla] un cuento e quinientos mill vezinos poco más o menos». Dando crédito a esta cifra y al propio censo, Tomás González, a razón de cinco habitantes por vecino, estimó en 7,5 millones el número de habitantes para la Corona de Castilla en 1482, a los que habrían de agregarse los 400.000 habitantes del Reino de Granada. La cifra aportada por Quintanilla es, sin embargo, una cantidad a todas luces excesiva considerando el recuento posterior de 1541, donde se estimaba la población en un cuento ciento sesenta y nueve mil doscientos tres vecinos, lo que equivaldría a una población de seis millones de habitantes para toda la corona, con una pérdida, por tanto, de más de un millón de habitantes en cincuenta años.